# Gymnostoma deplancheanum
Gymnostoma deplancheanum är en tvåhjärtbladig växtart som först beskrevs av Friedrich Anton Wilhelm Miquel, och fick sitt nu gällande namn av Lawrence Alexander Sidney Johnson. Gymnostoma deplancheanum ingår i släktet Gymnostoma och familjen Casuarinaceae. Inga underarter finns listade i Catalogue of Life.

## Bildgalleri

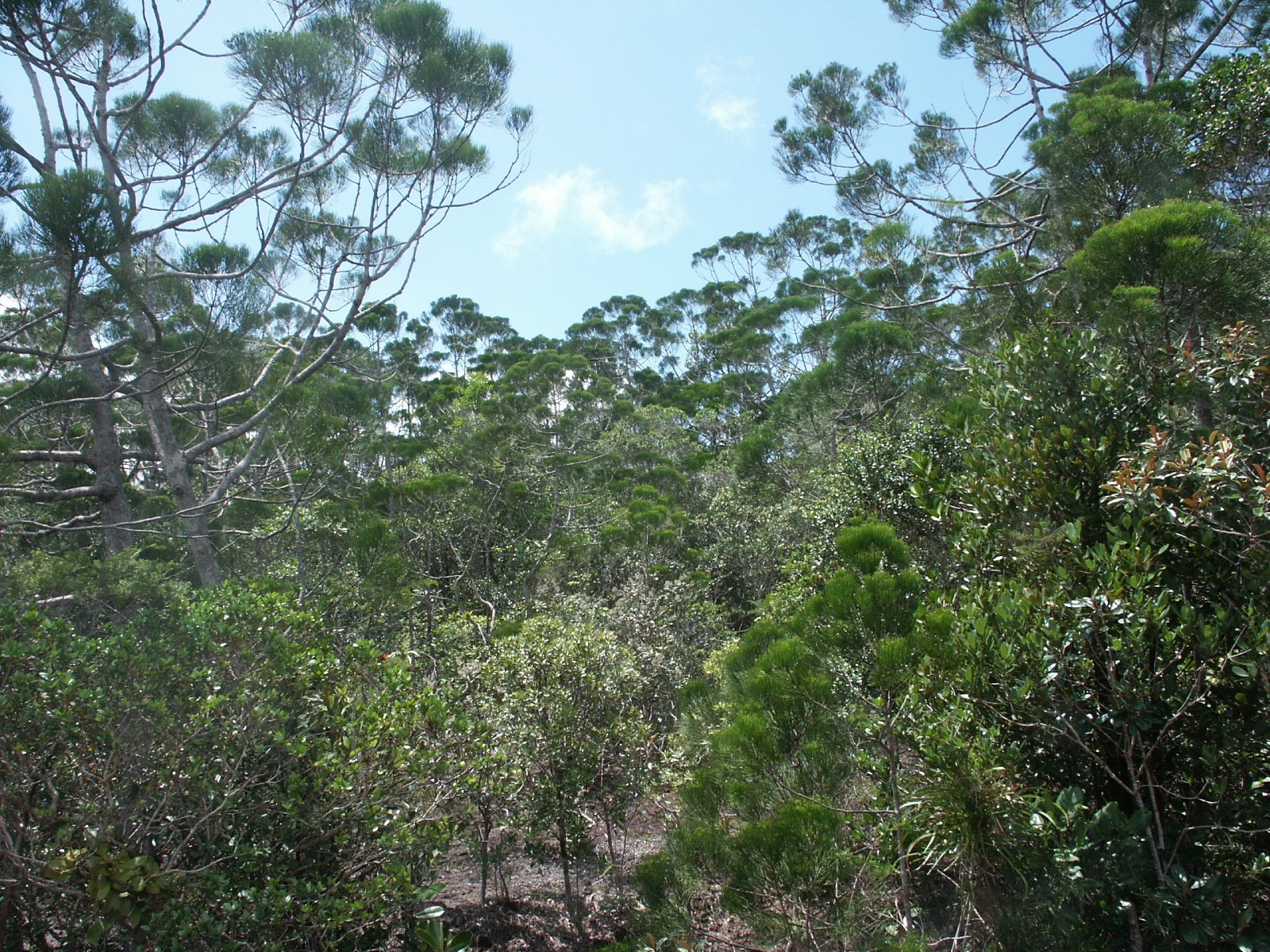
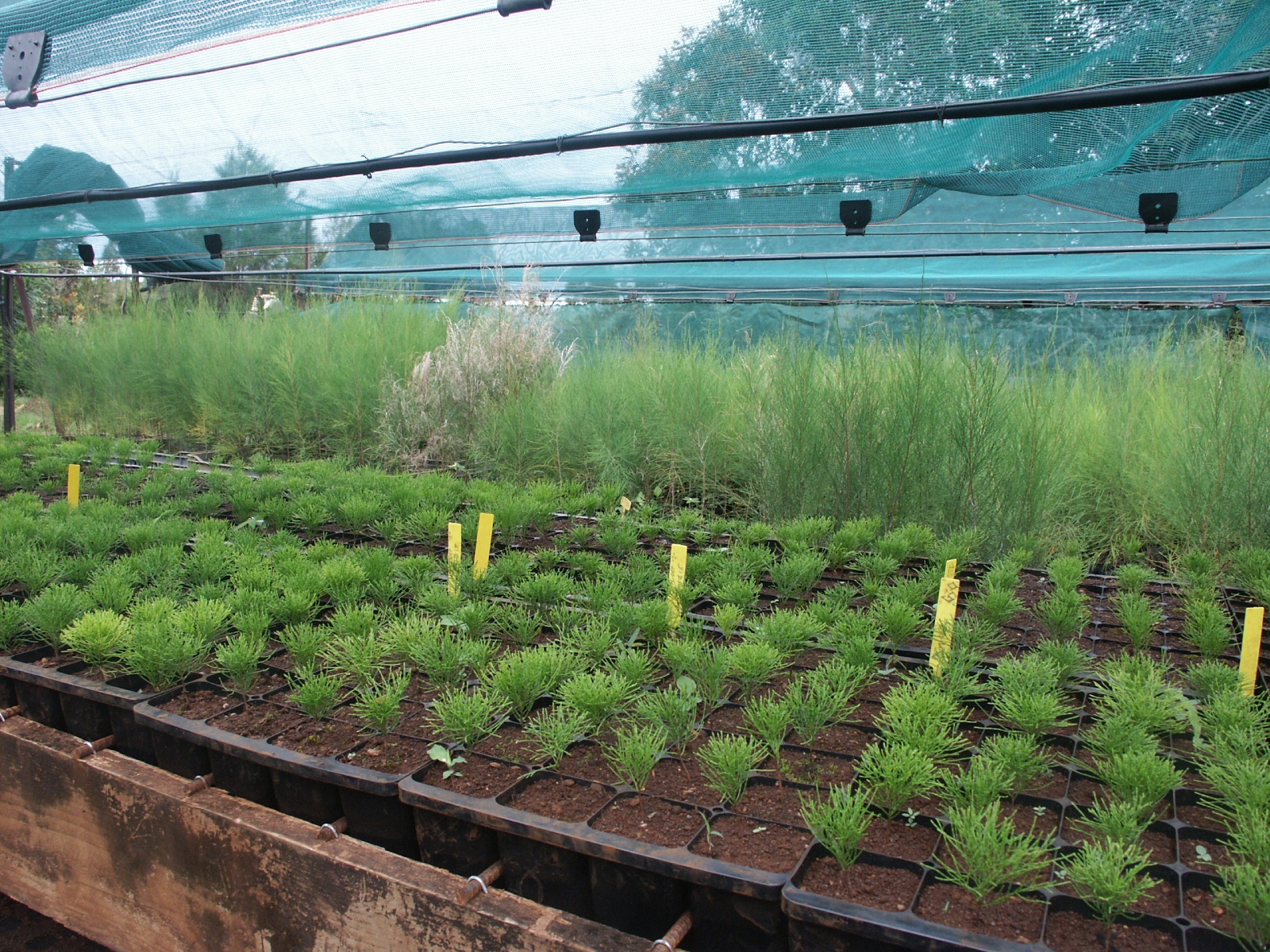
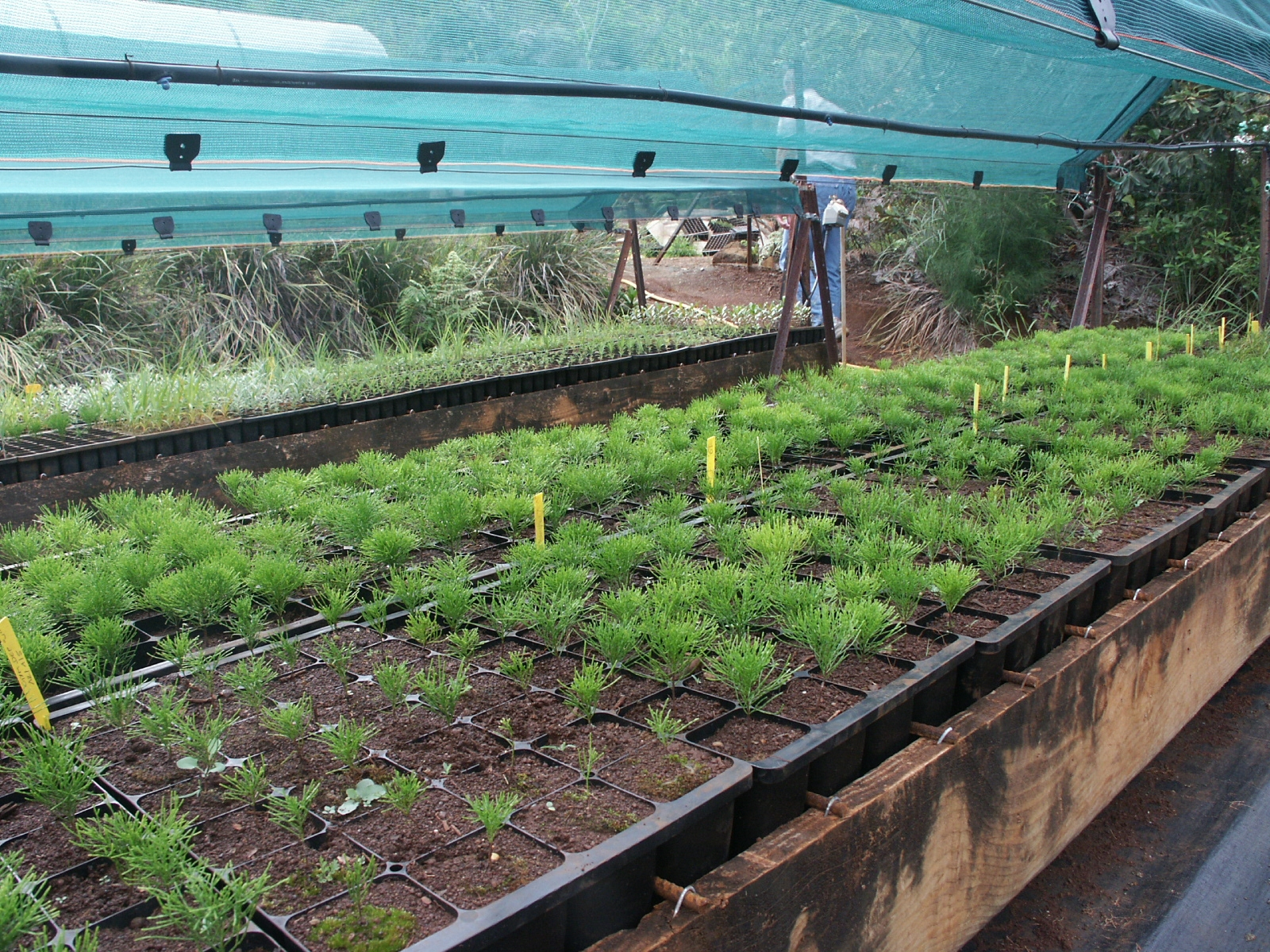